# Référendum suédois de 2003
Le référendum suédois de 2003 est un référendum non contraignant ayant eu lieu le 14 septembre 2003 en Suède. Il porte sur le passage à l'euro. La participation est de 82,56 % et 55,91 % des votants ont répondu non. À la suite de ce référendum, la Suède n'est pas passée à l'euro.
Quelques jours avant le référendum a lieu l'assassinat de la ministre des Affaires étrangères Anna Lindh, alors partisane du « oui ».

## Contexte
Entrée dans l'Union européenne en 1994, la Suède rejette l'entrée dans la zone euro par une décision de son parlement le 4 décembre 1997, avec 167 voix contre, 61 pour et 67 abstentions. Le Parti social-démocrate suédois des travailleurs, au pouvoir, décide en mars 2000 de reporter l'organisation du référendum à une date ultérieure aux législatives  de septembre 2002. Après avoir remporté ces dernières, le nouveau gouvernement entérine la date et la question posée par 270 voix pour, 40 contre et 4 abstentions le 12 mars 2003. En cas de vote favorable, l'adhésion est alors prévue pour 2006 au plus tôt.

## Résultats
| Choix                  | Votes     | %     |
| ---------------------- | --------- | ----- |
| Pour                   | 2 453 899 | 42,01 |
| Blanc                  | 121 073   | 2,08  |
| Contre                 | 3 265 341 | 55,91 |
|                        |           |       |
| Votes valides          | 5 840 313 | 99,94 |
| Votes invalides        | 3 475     | 0,06  |
| Total                  | 5 843 788 | 100   |
| Abstention             | 1 233 714 | 17,44 |
| Inscrits/Participation | 7 077 502 | 82,56 |

| Votes Pour (42,01 %) |  |  |  | Votes Contre (55,91 %) |
| ▲                    |  |  |  |                        |
| Majorité absolue     |  |  |  |                        |